# Ol' Waylon
Ol' Waylon è il trentaquattresimo album di Waylon Jennings, pubblicato dalla RCA Victor nell'aprile del 1977 e prodotto da Chips Moman.

## Tracce
Lato A
1. Luckenbach, Texas (Back To The Basics of Love) – 3:18 (Chips Moman, Bobby Emmons) – Registrato a Nashville, TN, nel gennaio 1977
2. If You See Me Getting Smaller – 3:35 (Jim Webb) – Registrato a Nashville, TN, nel dicembre 1976
3. Lucille – 4:01 (Roger Bowling, Hal Bynum) – Registrato a Nashville, TN, nel gennaio 1977
4. Sweet Caroline – 3:06 (Neil Diamond) – Registrato a Nashville, TN, nel gennaio 1977
5. I Think I'm Gonna Kill Myself – 2:19 (Buddy Knox) – Registrato a Nashville, TN, nel gennaio 1977
6. Belle of the Ball – 3:25 (Waylon Jennings)

Lato B
1. Medley of Elvis Hits – 2:20 (Arthur Crudup) – Registrato a Nashville, TN, nel dicembre 1976
2. Till I Gain Control Again – 4:09 (Rodney Crowell) – Registrato a Nashville, TN, nel gennaio 1977
3. Brand New Goodbye Song – 2:52 (Chips Moman, Reggie Young) – Registrato a Nashville, TN, nel dicembre 1976
4. Satin Sheets – 2:37 (Willis Ramsey) – Registrato a Nashville, TN, nel gennaio 1977
5. This Is Getting Funny (But There Ain't Nobody Laughing) – 2:46 (Michael Smotherman) – Registrato a Nashville, TN, nel gennaio 1977

## Musicisti
- Waylon Jennings - voce, chitarra, chitarra ritmica
- Reggie Young - chitarra
- Gordon Payne - chitarra acustica
- Rance Wasson - chitarra acustica
- John Christopher - chitarra ritmica
- Ralph Mooney - steel guitar, dobro
- Clifford Robertson - tastiere
- Sherman Hayes - basso
- Richie Albright - batteria
- Harrison Calloway - corno
- Ronnie Eades - corno
- Charles Rose - corno
- Harvey Thompson - corno
- Jessi Colter - accompagnamento vocale
- Larry Keith - accompagnamento vocale
- Willie Nelson - accompagnamento vocale
- Steve Pippin - accompagnamento vocale
- Carter Robertson - accompagnamento vocale
- Toni Wine - accompagnamento vocale